# Shaun the Sheep
Shaun the Sheep (La oveja Shaun en España y Shaun, el cordero en Hispanoamérica) es una serie animada mediante la técnica de stop motion de origen británico y producida por Aardman Animations y HIT Entertainment. Se emitió por primera vez en CBBC el 5 de marzo de 2007.

## Historia
Los personajes aparecieron por primera vez en 1995 en el corto "Una afeitada a ras", de Wallace y Gromit. La oveja Shaun apareció después en 2002 en el episodio 13 de la serie Cracking Contraptions: "Shopper 13". La popularidad del personaje se debe especialmente al éxito del merchandising, a raíz de la serie que lleva su nombre, que consta de 150 episodios de 7 minutos.
La segunda temporada de veinte episodios comenzó en septiembre de 2007, en la CBBC, con dos episodios piloto. Algunos personajes nuevos comenzaron a cobrar protagonismo, y la serie se consagró ese mismo año.
En 2007, comenzó a emitirse en España en la cadena Nickelodeon, mientras que en Latinoamérica por Jetix

## Sinopsis
La oveja Shaun muestra inteligencia humana, creatividad y temperamento propio de una comedia situacional, con conflictos que deben solucionar entre todos los animales de la granja, antes de que venga el granjero. Los episodios son por tanto, cerrados, inconexos unos con otros. A esto se suma la acción del perro pastor Bitzer, que algunas veces está del lado de las ovejas, y otras, con el granjero, para ganarse su beneplácito.
Los episodios son una combinación de slapstick y comedia clásica silenciosa, en este caso, de animación por stop motion. Ni siquiera los humanos hablan, al estilo de series de animación como Pingu o la versión animada de Mr. Bean.

## Personajes principales

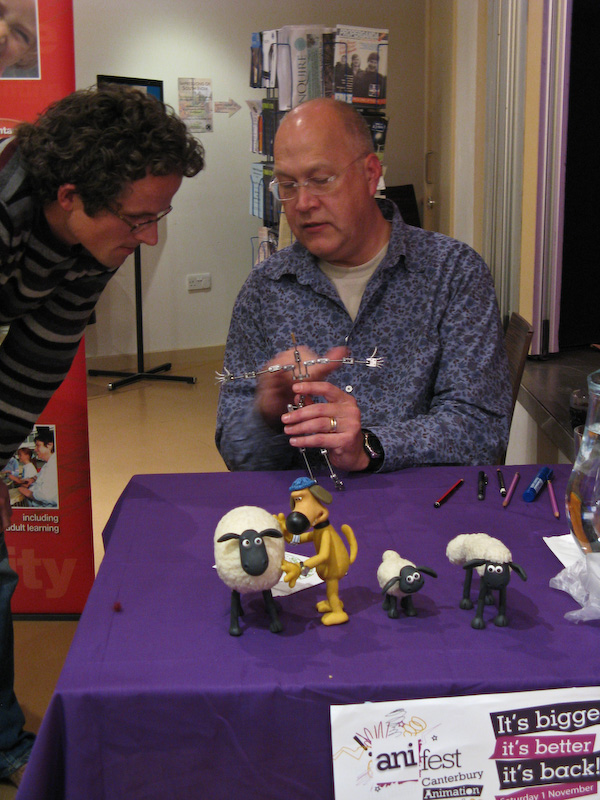
Richard Goleszowski en el Canterbury Anifest 2008 con modelos de una oveja genérico, Bitzer, Timmy y Shaun

- Shaun: como macho y líder del rebaño, es distinto a las demás ovejas, tanto en el diseño como en su comportamiento, más travieso, y las lleva a situaciones que él mismo causa. Es un arquetipo moral de "cómo hacer las cosas correctamente".
- Bitzer: es el perro pastor, que sufre casi siempre las consecuencias de todas las gamberradas de las ovejas, así como la represión del amo. Está del bando de las ovejas, pero en presencia del amo se muestra duro con ellas, y las ovejas se dejan mandar. Es un pacto entre animales. Tolera las travesuras hasta que llega el amo. Bitzer es el capataz de los animales, con su silbato y su cuaderno para pasar lista todas las mañanas, con un café en la mano. Sin embargo, Bitzer no pierde nunca la oportunidad de pasarlo bien. Su relación es amistosa con todos, no guarda rencores. Si le enseñan un palo o juguete para perros, pierde todos los modales y valores humanos que tiene. Se convierte en un verdadero perro. Escucha música en su reproductor de MP3. El personaje fue diseñado por Blue Peter, quien realizó un concurso para elegir un perro robot, en el que ganó el modelo XX2000 Robot Dog, que en un episodio sustituye a Bitzer.[4]
- El granjero: es una figura solitaria y plana, que se ocupa de su pequeño minifundio junto al leal Bitzer. El humano principal de la serie ofrece menos comportamiento humano que los animales, salvo cuando algo sale mal y se enfurece. Desconoce la inteligencia de los animales, y estos, a su vez, disimulan cuando él viene. No es consciente de lo que sucede en la granja. Es un entusiasta de la nueva tecnología. Es visto desde el punto de vista de los animales, como en la mayoría de las fábulas animadas. Por eso sólo le oímos gruñidos y hablando entre dientes.
- Shirley: una oveja más gorda y grande que las demás y con tendencia a comer todo lo que encuentra a su paso, incluso la comida que se halla dentro de la casa del granjero. Suelen usarla como bola, peso, escondite o arma arrojadiza.
- Timmy: un corderito que siempre se ve sometido a situaciones peligrosas. Ama su oso de peluche y llora cuando no lo tiene, como en Timmy In A Tizzy. Sólo tiene un diente, pero le encanta la pizza.
- Madre de Timmy: lleva rulos en el pelo, y es un poco descuidada sobre funciones maternas (incluso convirtiendo Timmy una vez algún tipo de pincel). Es inconsolable cuando desaparece su cría.
- Nuts: El segundo macho del grupo, es el encantador y excéntrico miembro del Rebaño, con una forma inusual de ver el mundo que a veces confunde a sus compañeras lanudas. Es un "soñador" clásico que vive en un mundo propio, Nuts es el personaje más peculiar de la granja. Nadie sabe lo que pasa por su cabeza, pero trae sus propias habilidades únicas a la mesa cuando el rebaño se encuentra depositado en medio de la gran ciudad.
- El dúo de ovejas: están siempre juntas durante los episodios, especialmente en Heavy Metal Shaun o Saturday Night Shaun. hacen siempre todo juntas, como jugar al frisbee con discos de vinilo, o beber soda y eructar.
- Los cerdos traviesos están encerrados en una parcela cercana al campo de ovejas, y son la perdición de estas. Desde su pocilga observan lo que hacen las ovejas. Tienen un desatascador de cañerías con una cuerda, que utilizan a modo de gancho a distancia para robar cosas.
- El Toro: es beligerante y fácilmente provocable, especialmente por las travesuras de Shaun. Se enfurece al ver cosas de color rojo.
- Pidsley: el gato de la granja, junto con Bitzer es uno de los animales favoritos del granjero y particularmente mimado por éste (vive dentro de la casa y le dan los mejores lujos) lo que lo hace ser muy arrogante en especial hacia los demás animales. Varios episodios giran en torno a Pidsley, siendo muy egoísta y tratando de causar problemas a otros animales como en el episodio Cheetah Cheater, aunque cuando no está causando problemas tiene una relación normal con Bitzer y los demás (incluso fue invitado a una fiesta que organizaron las ovejas en el granero, a diferencia de los cerdos).
- La familia alien: aparece en Encuentros con Shaun. Se comportan como humanos adolescentes y son arquetipos de aliens verdes de un solo ojo.

## Videojuego
El 16 de junio de 2008, D3 Publisher of America anunció un juego basado en la serie. Fue realizado por Art Co. exclusivamente para Nintendo DS, y se publicó en otoño de 2008.